# مقاطعة لامار (ألاباما)
مقاطعة لامار (بالإنجليزية: Lamar County, Alabama)‏ هي إحدى مقاطعات ولاية ألاباما في الولايات المتحدة. تأسست سنة 1877 (as it is at present)، بلغ عدد سكانها 14564 نسمة في عام 2010 حسب إحصاء مكتب تعداد الولايات المتحدة وتصل الكثافة السكانية فيها 9.2 نسمة/كم2.

## وصلات خارجية
- www.lamarcounty.com